# Deishuan Booker
Deishuan Booker (Las Vegas, Nevada; 29 de diciembre de 1996) es un baloncestista estadounidense que actualmente se encuentra sin equipo. Con 1,91 metros de estatura, juega en la posición de base.

## Trayectoria deportiva
Es un jugador formado en el Gillette College en la temporada 2015-16, en Southern Idaho durante la temporada 2016-17 y en 2017 ingresaría en la Universidad Estatal de California, Long Beach para jugar dos temporadas en la NCAA con los Long Beach State 49ers. 
Tras no ser drafteado en 2019, el 21 de agosto de 2020 firmó por el ČEZ Basketball Nymburk de la Národní Basketbalová Liga checa, en el que promedió 6.92 puntos por partido en liga doméstica y 10.06 puntos en la Basketball Champions League.
En 2020 firmaría por el Anwil Włocławek de la Polska Liga Koszykówki, en el que promedió 15.30 puntos en 10 encuentros disputados. El 12 de noviembre de 2020, abandonaría el conjunto polaco.
El 26 de diciembre de 2020, firma por el BG 74 Göttingen de la Basketball Bundesliga alemana.
El 3 de agosto de 2021 se comprometió con el Le Mans Sarthe Basket de la Pro A francesa.
El 28 de febrero de 2022, firma por el Provence Basket de la LNB Pro A.
En la temporada 2022-23, firma por el Hapoel Galil Gilboa de la Ligat Winner.
El 24 de julio de 2023 fichó por el Treviso Basket de la Lega Basket Serie A italiana.
El 30 de noviembre de 2023 fichó por el Hapoel Eilat B.C. de la Ligat ha’Al israelí.